# Елизабеттаун (Кентаки)
Елизабеттаун (енгл. Elizabethtown) град је у америчкој савезној држави Кентаки.

## Демографија
По попису из 2010. године број становника је 28.531, што је 5.989 (26,6%) становника више него 2000. године.
| Група             | 2000.          | 2010.          |
| Белци             | 19.160 (85,0%) | 22.294 (78,1%) |
| Афроамериканци    | 2.186 (9,7%)   | 3.321 (11,6%)  |
| Азијати           | 425 (1,9%)     | 748 (2,6%)     |
| Хиспаноамериканци | 403 (1,8%)     | 1.215 (4,3%)   |
| Укупно            | 22.542         | 28.531         |